# Kate Mara

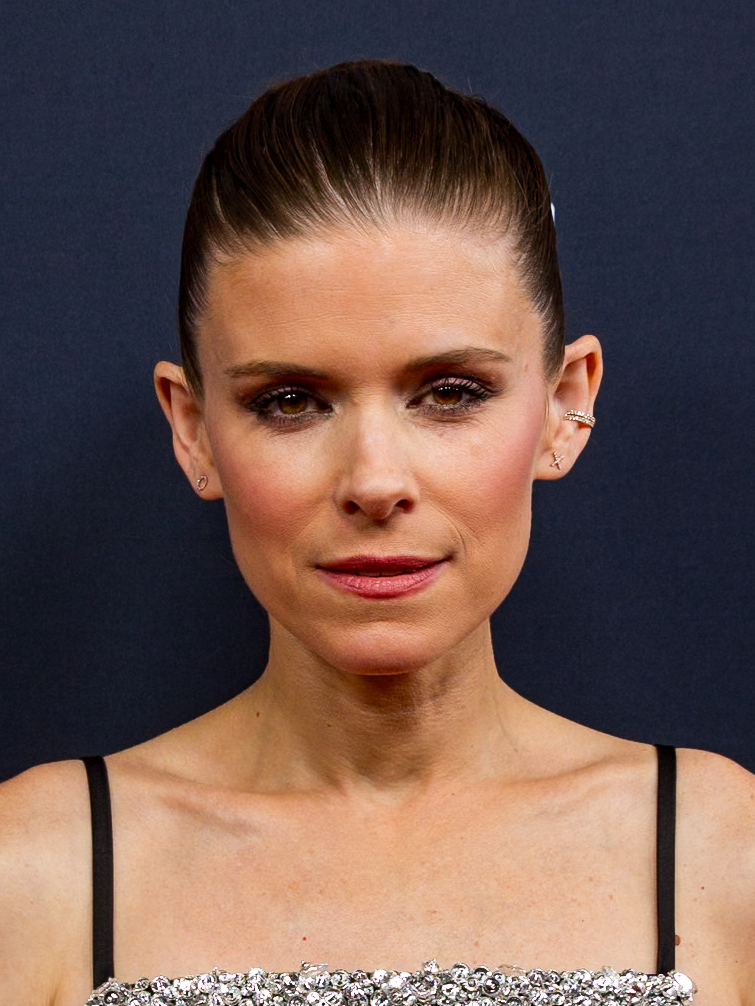
Kate Mara (2024)

Kate Rooney Mara (* 27. Februar 1983 in Bedford, Westchester County, New York) ist eine US-amerikanische Schauspielerin.

## Leben und Karriere
Mara ist die Tochter von Timothy Christopher Mara, einem Scout für die New York Giants, und Kathleen McNulty. Sie ist italienischer und irischer Abstammung. Sie hat einen älteren Bruder namens Daniel und zwei jüngere Geschwister, Bruder Conor und Schwester Rooney Mara, die ebenfalls Schauspielerin ist. Mara begann im Alter von neun Jahren in Musical- und Theateraufführungen ihrer Schule aufzutreten und spielte später professionell Theater.
Nachdem Mara die Bühne verlassen hatte, spielte sie 1997 ihre erste Rolle vor der Kamera in der Serie Law & Order. 1999 drehte sie mit Joe the King ihren ersten Film. 2003 war sie in vier Folgen der Fernsehserie Nip/Tuck – Schönheit hat ihren Preis zu sehen. 2005 spielte sie die Hauptrolle in dem Horrorfilm Düstere Legenden 3 und hatte eine Nebenrolle in dem Drama Brokeback Mountain. Außerdem hatte sie eine Gastrolle als Shari Rothenberg in fünf Folgen der Serie 24. Größere Bekanntheit erlangte sie 2007 durch ihre Rollen in den Filmen Sie waren Helden und Shooter. In der sechsten Staffel der HBO-Serie Entourage war sie 2009 in vier Folgen als Brittany zu sehen. 2010 hatte sie einen Cameo-Auftritt in der Comic-Verfilmung Iron Man 2. Im selben Jahr drehte sie unter der Regie von Danny Boyle das biografische Drama 127 Hours. Ein Jahr später übernahm sie die Rolle Hayden McClaine in der Horrorserie American Horror Story. Von 2013 bis 2014 und dann nochmal 2016 war sie als Zoe Barnes in der Serie House of Cards zu sehen. Weitere Film- und Fernsehrollen folgten, ihr Schaffen umfasst mehr als 70 Produktionen. Im Sommer 2024 wurde Mara Mitglied der Academy of Motion Picture Arts and Sciences.
Sie lebt derzeit in Los Angeles, Kalifornien oder New York City. Seit Juli 2017 ist Mara mit ihrem Schauspielkollegen Jamie Bell verheiratet. 2019 wurden die beiden Eltern einer Tochter, im November 2022 Eltern eines Sohnes.
Mara ernährt sich aus Gründen des Umweltschutzes und der Gesundheit vegan. Aus ethischen Gründen und Gründen des Tierschutzes verwendet sie keine Leder-Produkte.

## Filmografie (Auswahl)

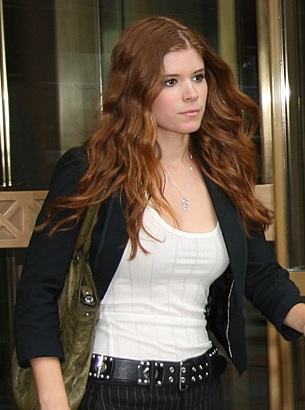
Mara auf dem Toronto International Film Festival 2008

### Filme
- 1999: Joe the King
- 1999: Begegnung des Schicksals (Random Hearts)
- 2002: Alle lieben Oscar (Tadpole)
- 2004: Time Well Spent (Kurzfilm)
- 2004: Prodigy (Fernsehfilm)
- 2005: Düstere Legenden 3 (Urban Legends: Bloody Mary)
- 2005: Brokeback Mountain
- 2005: The Californians
- 2006: Zoom – Akademie für Superhelden (Zoom)
- 2006: Fireflies
- 2007: Sie waren Helden (We Are Marshall)
- 2007: Full of It – Lügen werden wahr (Full of It)
- 2007: Shooter
- 2008: Transsiberian
- 2008: Stone of Destiny
- 2009: Big Guy
- 2009: T Takes: Brooklyn ’09 (Mini-Filmreihe, zwei Folgen)
- 2009: The Open Road
- 2010: HappyThankYouMorePlease (Happythankyoumoreplease)
- 2010: Iron Man 2 (Cameo-Auftritt)
- 2010: 127 Hours
- 2011: Ironclad – Bis zum letzten Krieger (Ironclad)
- 2011: 10 years
- 2012: Cold Blood – Kein Ausweg. Keine Gnade. (Deadfall)
- 2013: Broken Bells After the Disco (Kurzfilm)
- 2013: Broken Bells – Holding On for Life (Musikvideo)
- 2014: Transcendence
- 2015: Fantastic Four
- 2015: Der Marsianer – Rettet Mark Watney (The Martian)
- 2015: Captive
- 2015: Man Down
- 2016: Das Morgan Projekt (Morgan)
- 2017: Sergeant Rex – Nicht ohne meinen Hund (Megan Leavey)
- 2017: Das Alibi (Chappaquiddick)
- 2017: The Heyday of the Insensitive Bastards
- 2017: My Days of Mercy (auch Produzentin)
- 2021: Ghostwriter (auch Produzentin)
- 2022: Call Jane
- 2024: Friendship
- 2025: The Astronaut
- 2025: The Dutchman

### Serien
- 1997: Law & Order (eine Folge)
- 2000: Madigan Men (eine Folge)
- 2000: Ed – Der Bowling-Anwalt (Ed, eine Folge)
- 2001: Law & Order: Special Victims Unit (eine Folge)
- 2003: Everwood (2 Folgen)
- 2003: Nip/Tuck – Schönheit hat ihren Preis (Nip/Tuck, 4 Folgen)
- 2003: Cold Case – Kein Opfer ist je vergessen (Cold Case, eine Folge)
- 2003: Boston Public (eine Folge)
- 2004: CSI: Miami (eine Folge)
- 2004: CSI: Vegas (CSI: Crime Scene Investigation, eine Folge)
- 2005: Jack & Bobby (9 Folgen)
- 2006: 24 (5 Folgen)
- 2009: Entourage (4 Folgen)
- 2011: American Horror Story (8 Folgen)
- 2012–2013: TRON: Der Aufstand (Tron: Uprising, 3 Folgen, Stimme)
- 2013–2014, 2016: House of Cards (14 Folgen)
- 2015: Moonbeam City (10 Folgen, Stimme)
- 2018: Pose (6 Folgen)
- 2020: A Teacher (10 Folgen)
- 2023: Black Mirror (eine Folge)
- 2023: Class of ’09 (8 Folgen)